# Poecilophysidea
Poecilophysidea – takson stawonogów z gromady pajęczaków, obejmujący Acariformes i solfugi.
Pajęczaki te mają zredukowany dosiebny człon szczękoczułków oraz stykające się pośrodkowo biodra odnóży krocznych. Samce cechują się obecnością w jądrach odrębnych rejonów wydzielniczych i gametotwórczych, których produkty uchodzą do wspólnego światła. Plemniki charakteryzują się zanikiem błony jądrowej.
Nazwę Poecilophysidea wprowadził w 1876 roku Octavius Pickard-Cambridge, opisując pod nią nowy rząd pajęczaków, podobny roztoczom i solfugom. Współcześnie jego przedstawiciele klasyfikowani są w rodzinie roztoczy Rhagidiidae, jednak różni autorzy wspominali o ich podobieństwie do solfug, a sama nazwa rodzaju Rhagidia jest zdrobnieniem od Rhax, rodzaju solfug. Autorzy z końca XX i początku XXI wieku rozpoznawali często jako grupę siostrzaną roztoczy kapturce, łącząc je z nimi w klad Acaromorpha, podczas gdy solfugi umieszczali często jako siostrzane dla zaleszczotków, łącząc je z nimi w klad Haplocnemata. Nowsze analizy filogenetyczne wykorzystujące dane molekularne okazały się przeczyć tym poglądom. Roztocze często rozpoznawane są jako difiletyczne lub parafiletyczne, a spośród ich grup Acariiformes jawią się jako siostrzane dla solfug. Takie wyniki otrzymano w analizach Mirosławy Dabert i innych z 2010, Almira Pepato i innych z 2010, A. Pepato i Pavla Klimova z 2015 oraz Russella Garwooda i Jasona Dunlopa z 2014. Nazwę Poecilophysidea w nowym sensie, dla kladu obejmującego Acariiformes i solfugi, wprowadzili Almir Pepato, Carlos da Rocha i Jason A. Dunlop w 2010, w uznaniu dla rozpoznanego przez Cambridge’a podobieństwa między nimi.